# Tago (Surigao du Sud)
Pour les articles homonymes, voir Tago.
Tago est une localité de la province du Surigao du Sud, aux Philippines. En 2015, elle compte 35 329 habitants.